# Jukka Piironen
Juho Ensio „Jukka” Piironen (ur. 11 sierpnia 1925 w Leppävirti, zm. 5 marca 1976 w Helsinkach) – fiński lekkoatleta specjalizujący się w skoku o tyczce, uczestnik letnich igrzysk olimpijskich (Helsinki 1952), dwukrotny brązowy medalista mistrzostw Europy (Bruksela 1950, Berno 1954).
W latach 1949–1957 21 razy reprezentował swój kraj w meczach międzypaństwowych odnosząc jedno zwycięstwo indywidualne.

## Sukcesy sportowe
| Rok  | Miasto   | Zawody             | Konkurencja   | Wynik         |
| ---- | -------- | ------------------ | ------------- | ------------- |
| 1950 | Bruksela | mistrzostwa Europy | skok o tyczce | brązowy medal |
| 1954 | Berno    | mistrzostwa Europy | skok o tyczce | brązowy medal |

## Rekordy życiowe
- skok o tyczce (hala) – 4,32 – Otaniemi 31/03/1956